# Peggy Hull
Peggy Hull, pseudonimo di Henrietta Eleanor Goodnough Deuell (Bennington, 30 dicembre 1889 – Carmel-by-the-Sea, 19 giugno 1967), è stata una giornalista statunitense che ha lavorato come corrispondente di guerra nella prima e nella seconda guerra mondiale, prima donna ufficialmente riconosciuta dal Dipartimento della guerra degli Stati Uniti d'America.

## Biografia
Il primo incarico come giornalista di Peggy Hull, nel 1909, fu presso il Junction City Daily Sentinel a Junction City, in Kansas. Lavorò anche per l'Honolulu Star e il Cleveland Plain Dealer, prima di specializzarsi nei reportage di guerra. Nel 1910 si sposò con il suo primo marito George Hull, di cui mantenne il cognome nel suo pseudonimo.
Nel 1916 scrisse del ruolo di John Pershing nell'inseguimento di Pancho Villa e, grazie al suo legame con Pershing, riuscì a recarsi in Francia e trascorrere del tempo al fronte come corrispondente di guerra non ufficiale nel 1917. Ottenendo l'accreditamento ufficiale nel 1918, divenne l'allora unica donna riconosciuta come corrispondente presso le American Expeditionary Forces, e la prima in tutti gli Stati Uniti. Dal 1918, seguì l'intervento in Siberia delle truppe statunitensi, spostandosi successivamente a Shanghai e in alcune isole del Pacifico.
Tra le due guerre, Hull perse brevemente la cittadinanza statunitense sposando il britannico John Kinley (dal quale poi divorziò) nel 1922, a causa dell’Expatriation Act del 1907, che revocava la cittadinanza alle donne sposate con cittadini di nazioni estere.
Dal 1933 fu sposata con Harvey Deuell, giornalista per il Daily News, fino alla morte di quest'ultimo nel 1939. In quello stesso anno, Peggy Hull fu tra i membri fondatori dell’Overseas Press Club of America. Rinnovò il suo accreditamento come corrispondente di guerra nel 1943 per coprire il coinvolgimento americano nel teatro del Pacifico della seconda guerra mondiale, lavorando a Guam, Tarawa, Saipan e altre isole.
Peggy Hull morì nel 1967 a Carmel-by-the-Sea, in California, a causa di un tumore al seno.

## Riconoscimenti
- Al termine del suo servizio durante la seconda guerra mondiale fu decorata con la Navy Commendation Star.[1]
- Nel 1994 le è stato dedicato il cratere Hull, sulla superficie di Venere.[4]
- È inclusa nella Kansas Newspaper Hall of Fame, stilata dalla Kansas Press Association.[3]